# واکنش نیتروآلدول
واکنش نیتروآلدول (انگلیسی: Nitroaldol reaction) که با نام واکنش هنری نیز شناخته می‌شود گونه‌ای از واکنش منجر به تشکیل پیوند کربن-کربن در شیمی آلی است. در طی این واکنش شیمیایی یک نیتروآلکان و یک آلدهید(یا کتون) با یکدیگر ترکیب شده و در حضور یک باز، یک بتا-نیترو الکل تشکیل می‌دهند. این واکنش نخستین بار در سال ۱۸۹۵ توسط شیمیدان بلژیکی لویس هنری کشف شد.